# Al-Hasa
Koordinaten: 25° 26′ N, 49° 37′ O
Al-Hasa (auch al-Ahsa oder Lahsa genannt; arabisch الأحساء al-Ahsā', DMG al-Aḥsāʾ, dialektal al-Ḥasā) ist eine historische Landschaft innerhalb des gleichnamigen Gouvernorats al-Hasa im östlichen Saudi-Arabien. Die Beduinendialekte der arabischen Halbinsel lassen den h-Laut im Namen regelmäßig an den Silbenanfang springen.
Al-Hasa liegt im Osten der Arabischen Halbinsel am Persischen Golf in der Nähe der Bahrain-Inseln und wird im Norden von Kuwait, im Westen vom Nadschd und im Süden von Katar begrenzt. Das urbane Zentrum der Region ist die Stadt Hofuf. Das wüstenhafte Land ist 58.000 km² groß, wovon nur 200 km² Oasen und somit landwirtschaftlich nutzbar sind. Das Land wurde nach der stärksten Festung des Gebiets al-Hasa benannt.
Bei al-Hasa befindet sich die derzeit (Stand August 2019) größte Dattelpalmenplantage der Welt, etwa 3 Millionen Bäume stehen hier auf einer Fläche, die „17.000 Fußballfeldern“ entspricht (also ca. 150 km²).

## Geschichte
Das Gebiet von al-Hasa hatte für die umliegenden Großreiche in Mesopotamien oder Persien nie eine große Bedeutung. Daran änderte sich auch nichts nach der Übernahme des Islam im 7. Jahrhundert. Dies nutzten im 10. Jahrhundert die Karmaten und errichteten in al-Hasa und auf Bahrain einen Staat, von dem aus sie ihre Feldzüge nach Südarabien, gegen Mekka und in den Irak, sowie bis Syrien und Ägypten starteten. Im 11. Jahrhundert jedoch wurden al-Hasa und die Karmaten von den Buyiden (1030) und Seldschuken (1077) unterworfen.
Zwar kam al-Hasa im 16. Jahrhundert unter die Herrschaft der Osmanen, doch übte bald der Stamm der Banu Chalid die wirkliche Macht im Land aus. Nach einem persischen Intermezzo von al-Hasa bis Oman 1740–1747 versuchten die Banu Chalid, ihre Herrschaft auch nach Zentralarabien auszudehnen, wobei sie aber mit den Wahhabiten und der Dynastie der Saud zusammenstießen, die al-Hasa 1793 unterwarfen. Zwar gelang den Osmanen 1872 die erneute Besetzung der Provinz al-Hasa und der angrenzenden Halbinsel Katar, doch wurde das Land 1913 endgültig von den Wahhabiten besetzt und mit Nadschd bzw. Saudi-Arabien vereinigt, das dadurch seinen ersten Meereszugang über den Golf gewann. Formal blieb das Land osmanische Provinz unter der Verwaltung des Saudi-Emirs von Nadschd, doch nur in Katar hielten sich osmanische Garnisonen bis 1916.

## Ölwirtschaft
Wenn in früheren Zeiten die Landwirtschaft in den Oasen, die nomadische Weidewirtschaft sowie die Perlenfischerei für den Lebensunterhalt der Menschen sorgten, ist seit dem Zweiten Weltkrieg auf Grund der reichen Erdölfunde die Erdölindustrie der wichtigste Wirtschaftsfaktor. An der Grenze zwischen Kuwait und Saudi-Arabien existierte daher 1922–1966 eine zweite Neutrale Zone (neben jener zwischen Saudi-Arabien und dem Irak), die zunächst gemeinschaftlich ausgebeutet wurde. Während des Kuwait-Krieges 1990 erhob der Irak auch Ansprüche auf die schiitische Provinz al-Hasa und besetzte Anfang 1991 für drei Tage die saudische Grenzstadt Chafdschi in der ehemals neutralen Zone. Die Zone hatte nie einen ISO-Code, weil sie 1971 aufgeteilt worden war, bevor ISO 3166 eingeführt wurde (1974).